# Cygnus NG-11
Cygnus NG-11, tidigare känd som CRS OA-11E, var en flygning av en av företaget Northrop Grummans Cygnusrymdfarkoster till Internationella rymdstationen (ISS). Farkosten sköts upp med en Antares 230-raket, från Wallops Flight Facility i Virginia, den 17 april 2019.
Farkosten kallades S.S. Roger Chaffee och var uppkallad efter den avlidne amerikanske astronauten Roger B. Chaffee. Målet med flygningen var att leverera material och förnödenheter till ISS.
Den 19 april 2019 dockades farkosten med rymdstationen med hjälp av Canadarm2.
Den lämnade rymdstationen den 6 augusti 2019 och brann som planerat upp i jordens atmosfär den 6 december 2019.

### Fotnoter
1. ↑  ”NASA Space Science Data Coordinated Archive” (på engelska). NASA. https://nssdc.gsfc.nasa.gov/nmc/spacecraft/display.action?id=2019-022A. Läst 24 mars 2020.